# YouTube
YouTube (МФА: [ˈjuːt(j)uːb], юту́б или ютью́б, от англ. you «ты» и разг. англ. tube «телек») — интернет-видеоплатформа и социальная сеть. Основан в 2005 году. С октября 2006 года принадлежит компании Google. YouTube стал популярнейшим видеохостингом и вторым сайтом в мире по количеству посетителей. На 2020 год у него более 2,5 млрд ежемесячных пользователей, которые ежедневно просматривают более 1 млрд часов видео. На 2021 год на сервисе насчитывалось, в общей сложности, около 14 млрд видеороликов.
Бизнес-модель YouTube предполагает доход от рекламы и платного контента. Кроме того, существует платная подписка YouTube Premium для просмотра роликов без рекламы. Видеохостинг интегрирован в AdSense от Google, что позволяет зарабатывать как ему, так и создателям контента. В 2022 году годовой доход YouTube от рекламы составил 29,2 млрд долларов.
С начала полномасштабного российского вторжения в Украину в 2022 году власти РФ обвиняют YouTube в распространении антивоенных материалов. На 2024 год YouTube оставался одним из последних доступных источников информации в интернете для жителей России, не подверженным влиянию цензуры российских властей и размещающим материалы критиков российской власти. В августе 2024 года власти РФ начали замедлять доступ к YouTube на территории России.
Со времени приобретения компанией Google, YouTube вышел за рамки основного сайта и обзавёлся приложениями для мобильных и других платформ. Бо́льшая часть контента на YouTube создаётся пользователями, профессионалы из которых получили название «ютуберы»[значимость факта?]. Известные СМИ и развлекательные компании также создают и развивают свои каналы, чтобы охватить бо́льшую аудиторию.
YouTube почти полностью написан на языке программирования Python, библиотека Flask[уточнить].

## История
YouTube был создан в феврале 2005 года Стивом Ченом, Чадом Хёрдли и Джаведом Каримом — тремя бывшими работниками PayPal в Сан-Бруно, Калифорния. Они использовали технологию Flash Video, позволяющую получить относительно хорошее качество записи при небольшом объёме передаваемых данных.
Самое первое видео — 19-секундный ролик любительской съёмки Джаведа Карима в зоопарке Сан-Диего — было размещено на YouTube 23 апреля 2005 года в 20:27 по местному времени.
В мае 2005 года бета-версия сервиса открылась для широкой публики. Всего через шесть месяцев аудитория ресурса достигла двух миллионов зрителей в день. К марту 2006 года на сайт было загружено более 25 миллионов видео.

В ноябре 2006 года была завершена покупка YouTube компанией Google за 1,65 миллиарда долларов. До покупки YouTube у Google был сервис схожей направленности — Google Видео. Представители Google не стали закрывать его, а использовали его как место поиска видео по всем видеохостинговым сайтам. В настоящее время поиск Google Video включает и YouTube.

9 июля 2010 года Google объявила о поддержке кинематографического формата IMAX на YouTube.

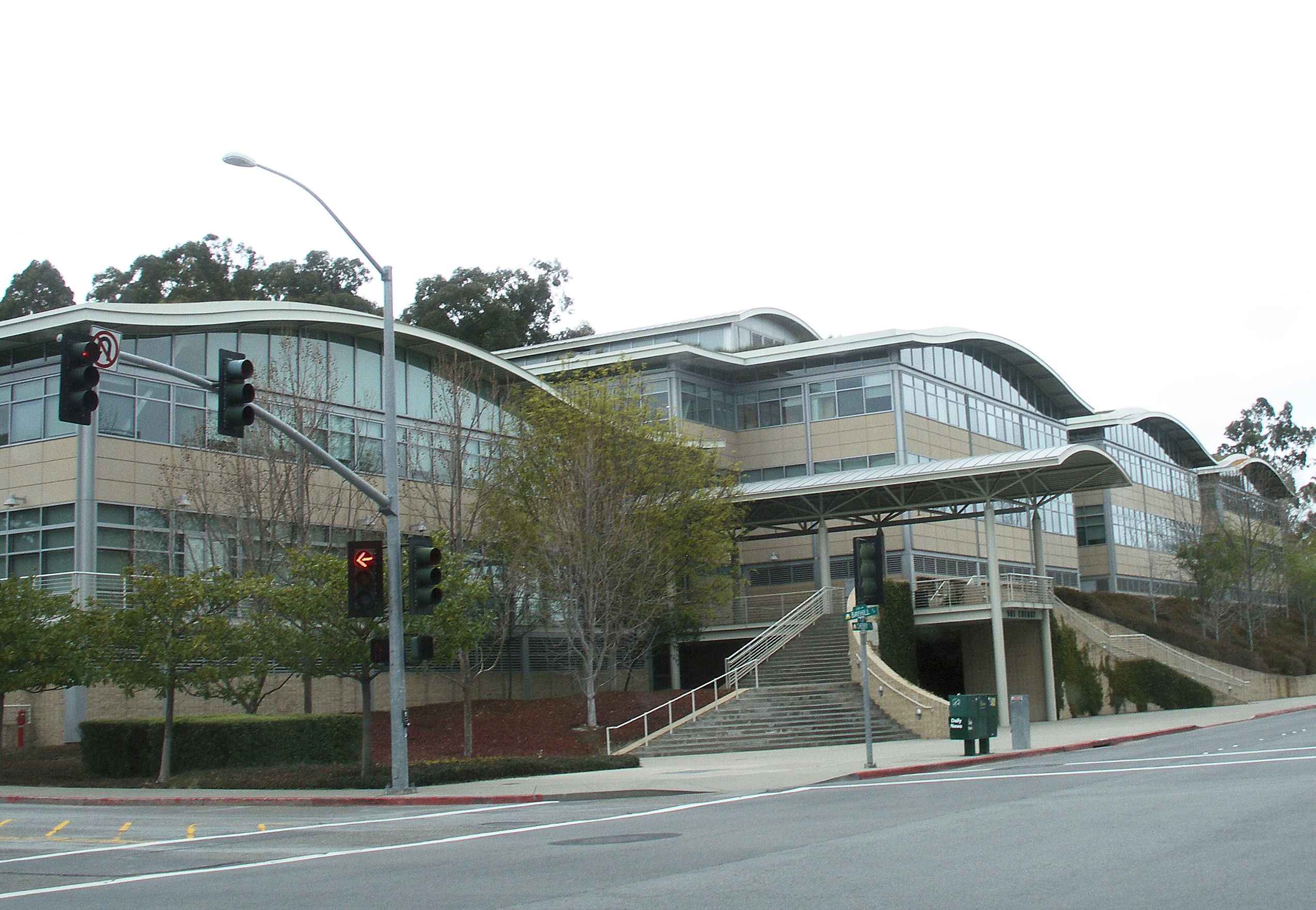
Офис компании в Калифорнии

2 декабря 2011 года YouTube запустил новую версию интерфейса сайта, видео с каналов отображаются в центральной колонке на главной странице, похожие на ленты новостей на сайтах социальных сетей. В то же время новая версия логотипа YouTube была введена в более тёмный оттенок красного, первое изменение в дизайне с октября 2006 года.
Согласно статистике на февраль 2012 года, в минуту на YouTube загружалось 60 часов видео (март 2010 — 24 ч., ноябрь 2010 — 35 ч., май 2011 — 48 ч.), а в день — 86 400 часов.
В феврале 2013 года был обновлён дизайн каналов.
В августе 2013 года появилась строка вверху страницы, которая показывала статус загрузки видео.
В октябре 2014 года YouTube начал поддерживать видео с частотой 48 и 60 кадров в секунду.
27 января 2015 года YouTube перешёл на HTML5-плеер, заменив стандартный Flash.
23 февраля 2015 YouTube запустил приложение для детей под названием «YouTube Kids».
16 марта 2015 YouTube запустил новый сервис «Подсказки», заменяющий аннотации в видео на мобильных устройствах.
В июле 2015 года приложение для Android обновилось до версии 10.28. Наиболее важное изменение в нём — видео, снятые вертикально, в полноэкранном режиме автоматически переворачиваются на 90 градусов и занимают весь экран.

Логотип YouTube с 2015 года по 2017 год

28 октября 2015 YouTube запустил платную подписку на сервис YouTube Red. Платный сервис позволил пользователям отключать показ прероллов и рекламу. Стала доступной функция сохранения видеороликов и их воспроизведения при отсутствии подключения к интернету. Помимо этого, с приобретением подписки появился доступ к контенту, недоступному обычным пользователям. 18 июня 2018 года YouTube осуществил ребрендинг сервиса, который теперь известен как YouTube Premium.
В начале 2016 года у пользователей появилась возможность попробовать дизайн Material Design, но полного редизайна сайт не получил.
Осенью 2016 года на YouTube появилась возможность добавлять конечные заставки для видео, однако, они оказались несовместимы с аннотациями.
В ноябре 2016 года в России официально стал доступен сервис YouTube Gaming, предназначенный для более удобного поиска игрового контента. В конце мая 2019 года Google прекратил поддержку сервиса, впоследствии упразднив его полностью, функции видеостриминговой платформы были перенесены из отдельного приложения на основной сервис YouTube.
В 2017 году YouTube сообщил о запуске собственной телевизионной платформы YouTube TV, которая появится на территории США в ближайшие несколько месяцев. Сервис будет работать в онлайн-режиме и пользователям можно будет не приобретать подписку на спутниковое или кабельное телевидение — за 34,99 $ в месяц подписчики получат онлайн-доступ к основным вещательным сетям и кабельным каналам. В пакет также войдёт услуга YouTube Red, которая позволяет смотреть ролики без рекламы. За дополнительную плату можно будет подключить футбольное телевидение и премиум-канал Showtime.
В августе 2017 года в мобильное приложение YouTube встроили раздел личных уведомлений, позволяющий пользователям делиться видео и впечатлениями от просмотренных роликов. Новая функциональность также позволяет создавать групповые чаты до 30 человек.
29 августа 2017 года YouTube обновил дизайн сайта и приложений, а также впервые с 2005 года изменил логотип. Новый дизайн выполнен в соответствии с придуманной в Google концепцией Material Design.
Кроме этого, теперь в мобильной версии приложения вертикальные и квадратные видео будут адаптироваться к размеру экрана, а в версии для настольных компьютеров также появилась возможность выбрать тёмную тему оформления.
В январе 2018 года YouTube объявил об изменениях в мобильной версии видеосервиса для Android. Пользователей ожидали режим инкогнито, ночная тема и возможность пролистывать рекламу свайпом вправо. Предполагалось, что изменения вступят в силу после установки версии прошивки 13.1. В июле 2018 года пользователям Android стал доступен ночной режим (при котором фон приложения становился тёмно-серым, а текст — белым) и режим инкогнито.
В мае 2018 года YouTube добавил музыкальные хит-парады для 44 стран с наиболее популярными песнями, клипами и исполнителями.
В июне 2018 года YouTube предоставил владельцам каналов, набравших более 30 тысяч подписчиков, возможность вводить платную подписку. Игровые каналы могут вводить платную подписку от одной тысячи пользователей, кроме того, неигровые каналы могут вводить эту услугу и при меньшем количестве подписчиков, при выполнении отдельных условий, оговариваемых YouTub’ом. Помимо прямого увеличения доходов видеоблогеров, авторы каналов получили возможность разделять контент на общедоступный и предназначенный только для платных подписчиков, предлагать пользователям платных подписок расширенные коллекции эмодзи и прочие подобные бонусы.
В январе 2019 года администрация YouTube обновила пользовательское соглашение. С этого времени на хостинге запрещено выкладывать ролики, на которых люди могли умереть или получить серьёзные травмы в ходе различных испытаний.
В марте 2019 года в руководстве YouTube задумались о создании собственного интерактивного сервиса, вдохновлённые успехом аналогичного проекта Netflix. Спецподразделение возглавил Бен Реллис, который до этого 8 лет трудился в YouTube над созданием комедийного контента. До запуска полноценного формата YouTube уже имел опыт размещения интерактивной рекламы, на которой имел возможность оценить технические возможности и интерес зрительской аудитории к подобному контенту.
В марте 2019 года разработчиками видеохостинга было объявлено о введении в действие нового сервиса, способного уменьшить количество сфальсифицированных записей. Публикуемые материалы будут проверяться в автоматическом режиме. Тестирование планируется провести на территории Индии, и после успешных испытаний обновление будет возможно в других странах[обновить данные].
В сентября 2020 года YouTube объявил о запуске сервиса коротких видео «Youtube Shorts». Первоначально его функционал был доступен только в Индии, где за несколько месяцев до этого прекратил работу TikTok.
В январе 2020 года YouTube ввёл новые ограничения на «взрослый контент» и «детский контент» для соблюдения американского закона COPPA. По новым правилам существенные изменения коснулись (в сторону уменьшения или полного снятия монетизации и т. п.) каналов для детской аудитории и/или с детьми-контентмейкерами.
В июле 2021 года YouTube изменил цвет кнопок «Главная», «В тренде», «Подписки», «Библиотека» и «История» на чёрно-белый вариант.
В августе 2021 года YouTube начал тестировать более дешёвый вариант премиум-подписки «Premium Lite». Она позволяла просматривать видео без рекламы, при этом другие продвинутые функции были недоступны. С 25 октября 2023 года сервис решил отказаться от этой подписки.
7 октября 2021 года YouTube начал тестировать функцию выделения наиболее интересных пользователям фрагментов в видео. Участники эксперимента увидят график частоты просмотра фрагментов над красной полосой во время прокрутки видео. Пока что функция доступна ограниченному количеству пользователей.
В марте 2021 года начала поступать информация о том, что YouTube будет скрывать счётчик дизлайков под видеороликами. Осенью того же года обновление вступило в силу.
В августе 2022 года YouTube обновил дизайн на более современный. Теперь многие значки и кнопки закруглены по краям.
16 февраля 2023 года на роль генерального директора вступил Нил Мохан, тем самым заменив ушедшую Сьюзен Воджитски.
В сентябре 2023 года YouTube объявил о запуске приложения для редактирования видео на смартфоне «YouTube Create».

Логотип YouTube с 2017 года по 2024 год

В конце октября 2023 года YouTube начал борьбу с использованием блокировщиков рекламы на платформе. Пользователи блокировщиков рекламы могут получить всплывающее предупреждение: «Видеоплеер будет заблокирован после трёх видео». Пользователям блокировщиков рекламы показывается сообщение с просьбой разрешить показ рекламы или приглашением подписаться на YouTube Premium для отключения рекламы. YouTube утверждает, что использование блокировщиков рекламы нарушает условия предоставления услуг.
В апреле 2024 года YouTube объявил, что «усилит меры по обеспечению соблюдения правил в отношении сторонних приложений, нарушающих Условия использования YouTube, в частности приложений, блокирующих рекламу».
В мае 2024 года YouTube добавил «YouTube Playables» на свою главную страницу. Playables — это видеоигры, в которые можно играть прямо на YouTube без необходимости их скачивать.
В сентябре 2024 года YouTube добавил рекламу по краям экрана во время паузы видео.
В декабре 2024 года YouTube ввёл новые правила, запрещающие видео с кликбейтными заголовками, чтобы повысить качество контента и бороться с дезинформацией. Платформа стремится наказывать авторов, использующих вводящие в заблуждение или сенсационные заголовки, в том числе удаляя видео или блокируя каналы. В качестве теста новая политика первоначально будет применяться по отношению к каналам и создателям видео из Индии, в дальнейшем распространится на всю платформу.
В апреле 2025 года в честь 20-летия с момента загрузки первого ролика YouTube впервые за 10 лет изменил дизайн видеоплеера.

## Разное

### Сеть сервисов
- YouTube Premium — сервис предоставляет возможность смотреть видео без рекламы и слушать музыку в YouTube Music[72].
- YouTube TV — сервис позволяет смотреть и записывать телепередачи[72].
- YouTube Go — сервис позволяет скачивать видео и просматривать его в течение 30 дней. Доступен только в Индии[72].
- YouTube Music — сервис потоковой передачи музыки[72].
- YouTube Kids — сервис предлагает видео, ориентированные на детскую аудиторию, с куратором выбора содержимого, функциями родительского контроля и фильтрацией видео, нецелесообразными для просмотра детям младше 13, 9 или 5 лет в зависимости от выбранной возрастной группы[72][73].
- YouTube Gaming — сервис позволяет вести прямые игровые трансляции и общение между геймерами[72].
- YouTube Studio — платформа для авторов, на которой можно управлять YouTube-каналом[72].
- YouTube Shorts — сервис, подобный TikTok[74], который служит для создания коротких видео до 60 секунд. В июле 2021 года стал доступен в ста странах[72].

### Локализация
В 2024 году, интерфейс YouTube доступен с локализованными версиями в 104 странах и одном районе (Гонконг) и всемирной версией, и продолжает расширять доступность своей локализованной версии на дополнительные страны и регионы.
Если YouTube не может определить конкретную страну или регион по IP-адресу, местоположением по умолчанию являются США. Однако YouTube предлагает языковые и контентные настройки для всех доступных стран, регионов и языков.

### Противодействие терроризму
В 2017 году, создан глобальный Интернет-форум для противдействия терроризму совместно с Facebook, Twitter и Microsoft. Экстремистское содержание на YouTube значительно уменьшилось в результате этих и других усилий, как человеческих, так и машинных алгоритмов.

### Доступные действия
Пользователи могут комментировать, оценивать чужие комментарии, добавлять аннотации и титры к видео, а также выставлять рейтинг просмотренным видео (но автор видео может скрыть количество лайков и дизлайков, если пожелает).
Человек, загрузивший видео, также может запретить «встраивание» (embedding) своего видео на другие сайты, блоги и форумы.
Также, по выбору, он может преобразовать загруженное видео из 2D в 3D.

### Качество и форматы
Первоначально YouTube предлагал просмотр видео только в одном уровне качества с разрешением 320 × 240 пикселей с использованием кодека Sorenson Spark (вариант H.263) с монозвуком MP3.
- В июне 2007 года добавлена возможность просмотра видео в формате 3GP на мобильном телефоне.
- В марте 2008 года был добавлен режим высокого качества, что позволило увеличить разрешение до 480 × 360 пикселей.
- В ноябре 2008 года была добавлена поддержка высокого разрешения видео — 720p HD[англ.]. На момент запуска 720p видео в YouTube было изменено с соотношения сторон 4:3 на широкоформатное 16:9. С помощью этой новой функции YouTube начал переход на H.264/MPEG-4 AVC в качестве формата сжатия видео по умолчанию.
- В ноябре 2009 года была добавлена поддержка Full HD 1080p.
- В июле 2010 года разработчики YouTube объявили, что они выпустили на рынок целый ряд видео в формате 4K, что повышает разрешение до 4096 × 3072 пикселей. В июне 2015 года была добавлена поддержка для разрешения 8K видеоигр в 7680 × 4320 пикселей.
- В июне 2014 года YouTube представил видео со скоростью 60 кадров в секунду, чтобы воспроизводить видеоигры с частотой кадров, сравнимой с высокопроизводительными видеокартами; воспроизведение видео в разрешении 720p или выше.

Видео в YouTube доступны в разных диапазонах уровней качества. Прежние названия стандартного качества (SQ), высокого качества (HQ) и высокой чёткости (HD) были заменены числовыми значениями, представляющими вертикальное разрешение видео. YouTube изначально конвертирует видео с использованием кодека AVC (в статистике для сисадминов значится как avc1), кодек VP9 (в статистике для сисадминов значится как vp09) задействуется только для популярных видео и каналов, а также если исходник загруженного видео был в 2K/4K и выше, в итоге получаются копии видеоролика в двух форматах (MP4 и WebM). Если используется старая версия браузера или браузер, который уже не обновляется, задействуется кодек AVC, видео в 2K и выше в таком браузере недоступны. Также в начале 2019 года YouTube начал внедрять кодек AV1 (в статистике для сисадминов значится как av01), который постепенно придёт на замену AVC и VP9.

### Панорамные видео
В марте 2015 года Google объявила о поддержке YouTube новой функции — панорамных видео. В этих видео, снятых специальной камерой, зритель имеет возможность видеть окружение на 360°, самостоятельно меняя направление обзора (пример видео в формате «360 градусов»).

### Редактирование видео
15 июня 2010 года компания Google представила новую службу сервиса YouTube, которая позволяет редактировать видео прямо из браузера.
С помощью YouTube Video Editor можно производить редактирование имеющихся в профиле пользователя видеороликов и применять аудиодорожки. Редактор позволяет производить с роликами нехитрые манипуляции, такие как, например, обрезка видеоряда или же объединение нескольких в один. Все монтажные операции с видеороликами осуществляются на основе загруженного пользователем видео. Доступна возможность предварительного просмотра в низком качестве, так как обработка данных происходит непосредственно на серверах YouTube. После финализации проекта его можно опубликовать в нормальном качестве.
В 2007 году разработчики YouTube уже предпринимали попытку сделать более продвинутый видеоредактор с использованием технологии Adobe Flash, он назывался YouTube Remixer, но разработки были приостановлены.
Службы же на основе Adobe Premiere Express, несмотря на предложенные функции, такие как переходы, титры и добавление изображений, оказались слишком ресурсоёмкими для браузерного редактора, он работал медленно и со множеством ошибок.
С 20 сентября 2017 года видеоредактор не поддерживается YouTube, остались ограниченные функции для редактирования роликов: создание, обрезка, эффекты, музыка.

### YouTube Rewind
YouTube Rewind — серия видеороликов, произведённых, созданных и загруженных на официальный канал YouTube. Это видеообзор самых популярных видео на YouTube за последний год. Каждый год количество знаменитостей на YouTube Rewind увеличивается. YouTube Rewind 2018: Everyone Controls Rewind, выпущенный 6 декабря 2018 года, стал самым «задизлайканным» роликом на YouTube. Последний выпуск был опубликован 1 января 2020.

### Сохранение видео
C января 2009 года YouTube предоставляет возможность скачивать некоторые видеоролики напрямую с сайта. Возможно сохранение без помощи сторонних приложений. Сохранённое видео размещается в кэше браузера (если ролик имеет большой размер, в кеше может оказаться только его часть, которая просматривалась последней, как правило этого не происходит с роликами длительностью менее 15 минут).
- В Mozilla Firefox видео временно сохраняется в каталоге профиля. Кэш доступен по адресу about:cache.
- В Internet Explorer видео временно сохраняется в папке Temporary Internet Files в профиле пользователя (например, %USERPROFILE%\Local Settings\Temporary Internet Files\).
- В Opera видео временно сохраняется в кэше профиля в каталоге cache4.
- В Google Chrome видео временно сохраняется в каталоге (например, %USERPROFILE%\Local Settings\Application Data\Google\Chrome\User Data\Default\Cache\).

Ролик будет иметь характерное имя (разное для разных браузеров). Найти этот файл проще всего, выполнив поиск в папке кеша со следующими параметрами: размер — больше 100 Кб, время изменения — за последний час. Найденный файл можно сохранить (копировать) в нужное место. Если файл не имеет расширения, нужно приписать в конце расширение .flv и видео можно будет просматривать при помощи любого проигрывателя, поддерживающего FLV, например VLC.

#### Программы для скачивания
См. также: Сравнение программ для скачивания с YouTube
Для скачивания видео с сервиса (Stream ripping) можно применять сторонние программы, например «yt-dlp», youtube-dl и др.

### Прямые трансляции
В 2011 году на YouTube в тестовом режиме появилась возможность создавать прямые трансляции. Впоследствии эта функция вышла из бета-теста и стала полноценной частью сервиса. Трансляции можно как удалять, так и сохранять на канале. Пока прямая трансляция активна, зрители могут общаться между собой в специальном чате.

## Уникальные жанры

### YouTube Poop
YouTube Poop (YTP) — видеоколлажи, которые начали появляться на видеохостинге YouTube, главная цель которых сделать из оригинальных видео что-то совсем другое, самым забавным и бессмысленным образом. Часто они оказывают психоделический или абсурднический эффект. Для русскоязычных видеоколлажей такого типа получило распространенность название RYTP (Russian YouTube Poop).

### Let’splay
Let’splay — демонстрация игрового процесса видеоигры с комментариями ведущего. В описании видео этого жанра есть дополнительная функция — указать видеоигру. Также для сбора видеозаписей жанра Let’splay создан специальный сервис — YouTube Gaming, в котором видеоролики сгруппированы по играм.

### Lifehack
Lifehack (лайфхаки, дословный перевод с англ. — «взлом жизни») — видеозаписи со сборником разнообразных способов, помогающих в повседневной жизни.

### Challenge
Challenge (чэллэндж, дословный перевод с англ. — «испытание») — один из популярных жанров видео на YouTube. Авторы видео выполняют задания, часто бессмысленны, с целью увеличения количества просмотров. Например, Ice Bucket Challenge — облить себя холодной водой и передать «эстафету» дальше.

## Политика сообщества

### Пользовательские правила
В 2019 году YouTube обновил правила пользования сервисом. Отныне нельзя публиковать ролики с телефонными розыгрышами или опасными для жизни и здоровья испытаниями. Согласно новым правилам, «опасные» видео будут блокироваться, а если пользователь заработает три предупреждения в течение трёх месяцев, его канал удалят. Кроме того, отныне запрещено ставить на превью роликов порнографические фото или сцены насилия, даже если в самом видео их нет. Также в описаниях видео нельзя будет публиковать ссылки на порносайты и вредоносные ресурсы.
В декабре 2022 года YouTube обновил политику, касающуюся комментариев. В частности, за спам и оскорбления пользователям будет выноситься предупреждение, а при повторном нарушении пользователей будут банить на сутки.

### Реклама
В 2020 году YouTube обновил условия предоставления услуг, разрешив себе показывать рекламу в видео (основана на технологии WebView) на любых каналах — даже на тех, которые не участвуют в партнёрской программе YouTube Partner Program (YPP). Если пользователь имеет подписку Premium, а также, если видео предназначено для детей — вся реклама отключена.
Весной 2022 года YouTube, в качестве реакции на события 24 февраля 2022 года, отключил всем российским блогерам монетизацию (они перестали получать от Google деньги за просмотры видеороликов) и, соответственно, — показ рекламы в РФ отключён.

### Авторское право
Правила YouTube запрещают закачивать на сайт видео, содержимое которого нарушает закон США об авторском праве.
5 октября 2006 года претензии Японской ассоциации правообладателей JASRAC были удовлетворены, с сервиса были удалены 29 549 клипов и съёмок с выступлений популярных японских артистов.
В конце июля 2010 года командой разработчиков YouTube было принято решение увеличить максимальную длину загружаемых видеороликов до 15 минут, вместо прежних 10 минут. Ограничение в 10 минут было введено в 2006 году для предотвращения злоупотребления сервисом в целях распространения пиратского контента, когда на сервис загружались телепередачи и кинофильмы целиком, что нарушало авторские права.

## Аудитория

### Трафик
YouTube получает огромный трафик из поисковых систем, социальных сетей и веб-сайтов. Каждый месяц сайт набирает более 30 млрд посещений.

### Пользователи
На 2024 год YouTube насчитывает 2,5 млрд пользователей. Таким образом, это второй по посещаемости веб-сайт в мире (на первом месте — Google) и второй в рейтинге самых популярных социальных сетей мира по количеству активных пользователей в месяц. 46 % интернет-пользователей мира посещают YouTube. Его посещает, по крайней мере, 50 % пользователей всех социальных сетей.

#### По странам
В 2024 году наибольшее число пользователей YouTube зарегистрировано в Индии — 476 млн человек; на втором месте находятся США с 238 млн пользователей, а на третьем — Бразилия с 147 млн пользователей.

#### Возраст пользователей
Бо́льшая часть пользователей YouTube — это люди в возрасте от 25 до 34 лет (20,7 %). На втором месте — пользователи в возрасте от 35 до 44 лет (16,7 % аудитории). На третьем месте — молодые люди в возрасте от 18 до 24 лет, которые составляют 15 % зрителей YouTube.

#### Пол пользователей
На 2024 год в YouTube указало свой пол как мужской 54,3 % пользователей, как женский — 45,7 % пользователей.

### Каналы
На 2024 году насчитывается 64 млн каналов. В YouTube существует около 42 тысяч каналов с более чем 1 млн подписчиков. 388 тысяч каналов имеют более 100 тысяч подписчиков. На 3 млн каналов подписано более 10 тысяч человек, что почти в 6 раз больше, чем количество каналов, на которые подписано 100 тысяч человек.

### Устройства
63 % просмотров видео на YouTube приходится на мобильные устройства; на втором месте — телевизор (14 %), третье место — десктоп (12 %), а на консоли и планшеты в общей сложности приходится 11 %.

## Критика
Неожиданный взлёт YouTube привёл к проблемам у американской компании по производству труб и рулонов Universal Tube and Rollerform Equipment Corp., чей сайт «utube.com» часто оказывался недоступен из-за огромного количества посетителей, ошибавшихся при наборе доменного имени сервиса. В начале ноября 2006 года Universal Tube подала иск против YouTube. В настоящее время по этому адресу располагается промосайт, содержащий агрессивную баннерную рекламу, тогда как основной сайт компании был вынужден переехать на доменное имя «utubeonline.com».
13 марта 2007 года компания Viacom подала иск против Google, обвинив сервис YouTube в массовом нарушении авторских прав и потребовав передать ей личные данные всех пользователей сервиса. Федеральный судья Южного округа штата Нью-Йорк удовлетворил требования о передаче компании Viacom информации о пользователях YouTube (что идёт вразрез с федеральным законодательством США).

### Цензурана сервисе
Некоторые новостные агентства из отдельных стран (причём этот список весьма избирателен) сталкиваются с ограничениями в распространении своего контента через сервис; отмечается, что правила у YouTube (как и у Facebook, Twitter) непрозрачны.

### Скрытие счётчика дизлайков
Обновление, привнёсшее с собой скрытие счётчика дизлайков под видеороликами, повлекло за собой активные общественные обсуждения и критику. Официальный видеоролик с анонсом этих изменений был массово задизлайкан пользователями. 19 ноября 2021 года Джавед Карим, являющийся сооснователем YouTube и автором первого ролика в истории платформы, отредактировал описание того самого видео, раскритиковав скрытие счётчика дизлайков и высказав точку зрения, что существует причина, по которой руководство YouTube пошло на эти меры, но намеренно не огласит её, прикрываясь исследованиями. В сторону видеохостинга последовала различная критика от пользователей, некоторые из которых называли это решение непрактичным, а некоторые утверждали, что оно имеет политический подтекст и является неявной формой цензуры. В ноябре того же года программист-энтузиаст опубликовал специальный плагин, который позволяет пользователям снова видеть число дизлайков под видеороликами.

## YouTube в медиамире
YouTube стал настолько значимым явлением в медиамире, что c ним вынуждено считаться и телевидение. Многие медиакомпании создают официальные аккаунты на YouTube, осуществляя продвижение своей продукции через сервис. Ролики, обладающие статусом мема, нередко попадают в репортажи новостей. В июне 2007 года компанией CNN была осуществлена кампания по сбору вопросов от пользователей YouTube для их обсуждения в межпартийных дебатах. Компания также стала объектом значительной критики с обвинениями в фальсификациях и цензуре. Другим примером обратной связи с пользователями сервиса может служить видеообращение телекомпании Аль-Джазира, в котором её представитель пыталась выяснить мнения сообщества о возможности запуска новой службы на английском языке, созданной специально в рамках YouTube. YouTube весьма привлекателен и для небольших независимых телекомпаний и телеканалов.
Некоторые пользователи YouTube приобрели статус медиазнаменитостей (например, Boxxy), чья слава перешагнула рамки Интернета и повлияла тем самым на их судьбу. К примеру, пользователь esmeedenters, подгружавшая свои любительские видео с исполнением популярных песен, в итоге была примечена продюсером и заключила музыкальный контракт на лейбле Tennman Records, возглавляет который Джастин Тимберлейк. Также смог получить дорогостоящий контракт с крупным лейблом мальчик Джастин Бибер из Канады, чьи песни, записанные на видео, выкладывала его мать. Другой пример — проведённый в 2010 году конкурс композиторов YouTube привлёк к себе внимание десятков тысяч пользователей Интернета и завершился исполнением произведений победителей в концерте Российского национального оркестра под управлением Теодора Курентзиса. Напротив, невольный герой мема Star Wars kid стал объектом насмешек в школе, что в свою очередь привело к судебному иску, поданному семьёй мальчика против его одноклассников.

## Блокировка, фильтрация и цензура

Карта мира, которая показывает состояние сервиса YouTube в разных странах на февраль 2025 года:
Доступна локальная версия YouTube;
Доступен напрямую;
Скорость потоковой передачи ограничена;
Ранее блокировался;
В настоящее время заблокирован.

В марте 2007 года и в январе 2008 года в Турции запрещался YouTube, на котором были выложены материалы, высмеивающие высокопоставленных политических деятелей. Блокирование сайта продолжалось до тех пор, пока Google по требованию турецких властей не удалил критические видеоролики.
В феврале 2008 года власти Пакистана заблокировали доступ к сайту по причине размещения антиисламских материалов.
В марте 2009 года правительство Китая заблокировало доступ к сайту YouTube после того, как на нём появилась видеозапись избиения китайскими солдатами тибетских монахов и других жителей Тибета. По сообщениям BBC, из опубликованного видеоматериала невозможно определить время и место событий, а также идентифицировать их участников. Комментируя отключения, пресс-секретарь китайского МИД Цинь Ган заявил, что правительство не боится Интернета и об отключениях он слышит впервые. Так же в 2009 году сайт заблокировали в Туркменистане.
В конце июля 2010 года в российском городе Комсомольске-на-Амуре суд закрыл доступ к пяти сайтам, в том числе и YouTube. Причиной подобного решения стало то, что все сайты, попавшие под запрет, содержат материалы экстремистского характера. Потом суд вышестоящей инстанции отменил это решение.
17 сентября 2012 года премьер-министр Пакистана распорядился закрыть доступ к YouTube на территории страны из-за отказа компании Google удалить трейлер «Невинность мусульман» с сайта. В тот же день стало известно, что Генпрокуратура РФ подготовила иск в суд о признании фильма «Невинность мусульман» экстремистским. В свою очередь, Роскомнадзор призвал операторов связи заблокировать доступ к фильму до решения суда по иску. Он же рекомендовал СМИ не размещать ссылки на фильм или эпизоды самого фильма, обещая, в противном случае, принять меры вплоть до приостановления деятельности. По словам главы Минкомсвязи РФ, если иск будет удовлетворён, а компания Google откажется заблокировать доступ к фильму для пользователей из России, то, в соответствии с недавно принятым законом, на территории РФ будет заблокирован доступ к YouTube. Уже на следующий день, 18 сентября, Ростелеком заблокировал примерно на полдня доступ к сайту YouTube для жителей города Омска и Омской области.
19 сентября на сайте Генеральной прокуратуры появилась информация о том, что:

Прокуратурой Омской области 18 и 19 сентября 2012 г. объявлены предостережения о недопустимости нарушения закона руководителям регионального отделения Сибирского филиала ОАО «МегаФон», филиалов открытых акционерных обществ «Ростелеком», «МТС» и «ВымпелКом», а также Омского регионального представительства ЗАО «Зап-СибТранстелеком»…
Свободный доступ к фильму может повлечь распространение на территории региона экстремистских идей, а также совершение преступлений экстремистской направленности.
В целях недопущения нарушений прав граждан прокуратурой Омской области руководителям интернет-провайдеров указано на необходимость принятия мер по блокированию доступа пользователей к данному видеоматериалу, размещённому на Интернет-ресурсе «youtube.com».

22 сентября 2012 года доступ к YouTube был заблокирован в Дагестане, 27 сентября — в Чечне.
9 февраля 2013 года суд Египта заблокировал доступ к YouTube на один месяц. Такое решение суд принял из-за размещённого там отрывка из скандального фильма «Невинность мусульман».
25 мая 2013 года YouTube заблокировали в Таджикистане, по неофициальной информации — из-за роликов со свадьбы старшего сына президента Таджикистана Рустама Эмомали, на которых запечатлён поющий и танцующий Эмомали Рахмон. 27 мая доступ был восстановлен.
28 января 2015 года Роскомнадзор внёс видеохостинг YouTube в Единый реестр запрещённых сайтов в связи с размещением ролика «Создание Русской повстанческой армии (РПА)». По решению Московского городского суда на основании статьи 15.2 закона «Об информации, информационных технологиях и о защите информации» сайт был заблокирован. Видео удалили, однако YouTube вновь был зачислен в Реестр, но уже в связи с «пиратством». Несмотря на это, тем же вечером доступ к видеохостингу был восстановлен.
10 июня 2019 года по требованию Роскомнадзора в рамках исполнения закона о неуважении к власти YouTube заблокировал доступ к видеороликам, на которых лидеры бандформирований, в том числе Шамиль Басаев, выражали «неуважение к государственному гербу РФ».

### Ограничения функций в России
В 2022 году украинское подразделение Google на фоне российского вторжения в Украину предприняло удаление сотен прокремлевских и пропагандистских YouTube-каналов и тысяч видеозаписей, отметив: «На YouTube мы размещаем видео из надёжных источников новостей и упорно работаем, чтобы удалять контент, нарушающий нашу политику. За последние несколько дней мы удалили сотни каналов и тысячи видео, и мы сохраняем бдительность в отношении ложной информации».
4 марта 2022 года YouTube остановил показ рекламы для пользователей в России, а 10 марта 2022 года приостановил монетизацию каналов пользователей, зарегистрированных в России.
11 марта 2022 года видеохостинг приступил к блокировке каналов, связанных с финансируемыми Россией СМИ, ссылаясь на политику, запрещающую контент, который «отрицает, преуменьшает или принижает хорошо задокументированные события, связанные с насилием». Под ограничения попали холдинг МИА «Россия сегодня», государственное агентство ТАСС, ВГТРК, «Первый канал», РБК, РЕН ТВ, НТВ, «Москва 24» и другие. 19 октября 2022 года суд Москвы удовлетворил иск компании ВГТРК и два иска «Москва Медиа» с требованием к Google LLC разблокировать их YouTube-каналы. Речь идёт о каналах «Смотрим. Весь Соловьёв», «Москва 24» и «Москва Доверие».
С начала полномасштабного российского вторжения в Украину в 2022 году власти РФ обвиняют YouTube в распространении антивоенных материалов, которые они называют «террористическими».
В июле 2024 года в России было объявлено о начале замедления YouTube на 70 % и последующей блокировке видеохостинга осенью 2024 года. Партия «Новые люди» и другие жители России создали петиции против замедления YouTube. Также «Новые люди» заявили о необходимости создания рабочей группы для поддержки серверов YouTube в рабочем состоянии.
1 августа 2024 года в России зафиксировали сбой в работе YouTube, за два дня зафиксировано уже более 15 тысяч жалоб на работу сайта, большинство которых из Москвы. Компания Google, комментируя массовый сбой в работе YouTube в России, заверяет, что он никак не связан с техническими проблемами. 3 августа 2024 года видеохостинг перестал воспроизводить видео в высоком качестве в браузерах Google Chrome, Opera, Mozilla Firefox, Mi Browser. В Яндекс Браузере и в десктопной версии браузера Safari видео продолжают воспроизводиться в максимальном разрешении.
На фоне объявленного замедления YouTube, его посещаемость продолжает расти, в то же время возросло скачивание VPN, российские же СМИ одновременно стали утверждать о будто бы возросшем количестве скачивания других приложений: VK Видео, Rutube, TikTok, Дзен. 8 августа у части россиян полностью перестал работать YouTube и не загружается главная страница. Увеличились количество запросов на другие иностранные видео хостинги Bilibili, Vimeo.
Рекламный сервис Google AdSense решил полностью уйти из России и решил деактивировать все аккаунты российских пользователей, где есть пометка «Россия», компания обещает выплатить заработок блогерам в течение 60 дней. Google решил отключить в России c 9 сентября 2024 г. облачный сервис BigQuery, который используется корпорацией для хранения и анализа больших массивов данных и работает с поддержкой искусственного интеллекта.
Ксения Горячева, Денис Парфенов. Депутат Госдумы Денис Парфенов отправил депутатский запрос на имя руководителя Роскомнадзора с просьбой возобновить работу видеохостинга YouTube в России.
Россияне массово разрывают договоры с провайдерами из-за того, что у них не работает YouTube.
В Казани, Москве был получен отказ в проведении митинга против замедления YouTube.
В Барнауле партия КПРФ планировала провести согласованный митинг против замедления YouTube. Акция была отменена по инициативе организаторов.
13 сентября 2024 года инициативная группа представителей Российской коммунистической партии (интернационалистов) подала заявку о проведении 29 сентября митинга против блокировки ютуба в муниципалитет Новосибирска. Мэрия заявку отклонила. Заявка тех же инициаторов на проведение митинга 6 октября также была отклонена, но он всё же состоялся, поскольку был проведён в гайд-парке, где не требуется согласование. Участие в акции приняли около 30 человек.

В 13.00, как и планировалось, начался митинг, на который собралось ровно 30 горожан, не считая сотрудников полиции. В ходе митинга ведущий отметил, что такая небольшая явка связана, прежде всего, с тем, что граждане боятся репрессий за участие в несогласованных акциях.

На митинге выступили 9 человек. Была принята резолюция с обращением к федеральным органам власти, в которой выражается несогласие с угрозой блокировки Ютуба, имеющей большое значение для реализации прав граждан в образовательной, профессиональной, культурной и прочих сферах. Отмечено, что блокировка нарушает конституционные политические права и свободы граждан по распространению и получению информации.— Официальный сайт РКП(и)
45 кандидатов в депутаты МГД от КПРФ выступили в своём открытом письме с заявлением против блокировки Youtube в России.
С 19 декабря 2024 года началось ограничение доступа к сайту YouTube на мобильных устройствах, использующих мобильную связь.
11 апреля 2025 года Маргарита Симоньян призвала полностью запретить Youtube в России под предлогом защиты детей от вредоносного контента.
Оценки
По мнению британского издания The Economist, целью блокировки YouTube стало создание препятствия для информации, не совпадающей с российской пропагандой.

## Рекорды
- 21 декабря 2012 года впервые в истории YouTube и Интернета количество просмотров одного видеоклипа превысило 1 миллиард, а 31 мая 2014 года количество просмотров превысило 2 миллиарда. Этим видео стал клип южнокорейского исполнителя PSY на песню «Gangnam Style»[183] (видео) и обогнал прежнего рекордсмена — Джастина Бибера и его композицию «Baby»[184].
- 11 октября 2017 года видеоклип на песню «Despacito» пуэрто-риканского музыканта Луиса Фонси при участии вокалиста Дэдди Янки первым среди всех видео преодолел отметку в 4 миллиарда просмотров[185]. Он же является самым «залайканным» видео на YouTube (52 млн лайков)[186].
- 13 января 2022 года видеоролик под названием Baby Shark Dance впервые в истории Youtube преодолел отметку в 10 миллиардов просмотров, установив тем самым абсолютный рекорд по просмотрам[187].